# غريس كينغ
غريس كينغ (بالإنجليزية: Grace King)‏ (29 نوفمبر 1852 - 12 يناير 1932، نيو أورلينز في الولايات المتحدة)؛ كاتِبة، مؤرخة وروائية أمريكية.